# Jackson Showalter
Jackson Whipps Showalter foi um proeminente jogador de xadrez dos Estados Unidos, nove vezes campeão nacional, conhecido como "O Leão de Kentucky". Seus melhores resultados em torneios internacionais foi Londres (1899) quando terminou em oitavo e Cambridge Springs (1904) que terminou em quinto. Após este torneio, não competiu até 1915 quando venceu o Western Association Championship.